# AnyLogic
AnyLogic — программное обеспечение для имитационного моделирования, разработанное российской компанией The AnyLogic Company (бывшая «Экс Джей Текнолоджис», англ. XJ Technologies). Инструмент обладает современным графическим интерфейсом и позволяет использовать язык Java для разработки моделей.

## История
В начале 1990-х в компьютерной науке наблюдался большой интерес к построению математически трактуемого описания взаимодействия параллельных процессов. Что сказалось на подходах к анализу корректности параллельных и распределённых программ. Группа учёных из Санкт-Петербургского Политехнического университета разработала программное обеспечение для анализа корректности системы; новый инструмент назвали COVERS (Параллельная Верификация и Моделирование). Анализируемая система процессов задавалась графически, с помощью описания её структуры и поведения отдельных параллельных компонентов, которые могли взаимодействовать с окружением — с другими процессами и средой. Инструмент использовался в исследовательских проектах компании Hewlett-Packard.
В 1998 году успех этого исследования вдохновил лабораторию организовать коммерческую компанию с миссией создания нового программного обеспечения для имитационного моделирования. Акцент при разработке ставился на прикладные методы: моделирование стохастических систем, оптимизацию и визуализацию модели. Новое программное обеспечение, выпущенное в 2000 г., было основано на последних преимуществах информационных технологий: объектно-ориентированный подход, элементы стандарта UML, языка программирования Java, современного GUI, и т. д.

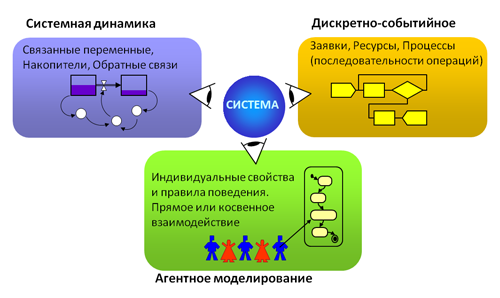
Три подхода имитационного моделирования

Продукт получил название AnyLogic, потому что он поддерживал все три известных метода моделирования:
- системная динамика;
- дискретно-событийное (процессное) моделирование;
- агентное моделирование.

А также любую комбинацию этих подходов в пределах одной модели. Первой версии был присвоен индекс 4 — Anylogic 4.0, так как нумерация продолжила историю версий предыдущей разработки — COVERS 3.0.
Большой шаг вперёд был сделан в 2003 году, когда был выпущен AnyLogic 5, ориентированный на бизнес-моделирование. С помощью AnyLogic стало возможным разрабатывать модели в следующих областях:
- рынок и конкуренция;
- здравоохранение и фармацевтика;
- производство[8];
- логистика[9] и цепочки поставок[10];
- бизнес-процессы[11];
- сфера обслуживания;
- социальные и экологические системы;
- оборона;
- управление активами и проектами;
- телекоммуникации и информационные системы;
- пешеходная динамика и дорожное движение[12];
- авиация и космос.

AnyLogic 7 был выпущен в 2014 году и включал в себя много значимых изменений. Основной целью нововведений было упрощение процесса создания модели, а именно: расширенная поддержка многоподходного моделирования, снижение необходимости писать код вручную, обновленные библиотеки и другие улучшения.
Версия AnyLogic 7.1 также был выпущена в 2014 году. Её главным новшеством стало обновление функциональности ГИС-карт: в дополнение к картам на shape-файлах программа начала поддержку тайловых карт от бесплатных онлайн-провайдеров.
В 2015 году вышел AnyLogiс 7.2 со встроенной базой данных и новой Библиотекой моделирования потоков, предназначенной для имитации жидких и сыпучих грузов. Также в 2015 году вышла бесплатная версия для образования и самообучения, Personal Learning Edition (PLE).
В 2016 г. в AnyLogic 7.3 вышла новая Библиотека моделирования дорожного движения.
AnyLogic 8 был выпущен в 2017 году. Начиная с версии 8.0, среда разработки моделей AnyLogic интегрирована с AnyLogic Cloud, онлайн-сервисом для аналитики имитационных моделей.
AnyLogic 8 работает на основе среды разработки Eclipse.

## AnyLogic и Java
AnyLogic включает в себя графический язык моделирования, а также позволяет пользователю расширять созданные модели с помощью языка Java. Интеграция компилятора Java в AnyLogic предоставляет более широкие возможности при создании моделей, а также создание Java апплетов, которые могут быть открыты любым браузером. Эти апплеты позволяют легко размещать модели AnyLogic на веб-сайтах. В дополнение к Java-апплетам, AnyLogic Professional поддерживает создание Java-приложений, в этом случае пользователь может запустить модель без инсталляции AnyLogic.

## Среда моделирования

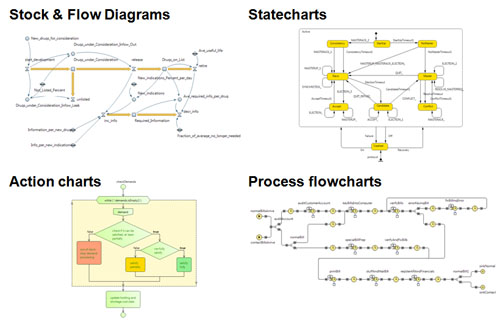
Конструкции среды моделирования AnyLogic

Графическая среда моделирования AnyLogic включает в себя следующие элементы:
- Stock & Flow Diagrams (диаграмма потоков и накопителей) применяется при разработке моделей, используя метод системной динамики.
- Statecharts (карты состояний) в основном используются в агентных моделях для определения поведения агентов. Они также часто используются в дискретно-событийном моделировании, например для симуляции машинных сбоев.
- Action charts (блок-схемы) используются для построения алгоритмов. Применяется в дискретно-событийном моделировании (маршрутизация звонков) и агентном моделировании (для логики решений агента).
- Process flowcharts (процессные диаграммы) — основная конструкция, используемая для определения процессов в дискретно-событийном моделировании.

Среда моделирования также включает в себя: низкоуровневые конструкции моделирования (переменные, уравнения, параметры, события и т.п), формы представления (линии, квадраты, овалы и т.п), элементы анализа (базы данных, гистограммы, графики), стандартные картинки и формы экспериментов.
Среда моделирования AnyLogic поддерживает проектирование, разработку, документирование модели, выполнение компьютерных экспериментов с моделью, включая различные виды анализа — от анализа чувствительности до оптимизации параметров модели относительно некоторого критерия.

## Библиотеки AnyLogic
Библиотеки AnyLogic — это коллекции элементов, созданных для решения какой-то определённой задачи моделирования или описывающих какую-то прикладную область. AnyLogic включает в себя набор следующих стандартных библиотек:
- Process Modeling Library (Библиотека моделирования процессов) разработана для поддержки дискретно-событийного моделирования. Process Modeling Library позволяет моделировать системы реального мира с точки зрения заявок (англ. entity) (сделок, клиентов, продуктов, транспортных средств, и т. д.), процессов (последовательности операций, очередей, задержек), и ресурсов. Процессы задаются в виде потоковых диаграмм (блок-схем).
- Pedestrian Library (Пешеходная библиотека) упрощает моделирование пешеходных потоков в «физической» окружающей среде, помогает создавать модели станций метро, стадионов, музеев. Модели позволяют собирать статистику плотности пешеходов в различных областях, обнаруживать потенциальные проблемы с внутренней геометрией, например, эффект добавления слишком большого числа препятствий. Модели движения пешеходов состоят из двух составляющих — среды и поведения. Под средой подразумеваются объекты физической среды — стены, различные области, сервисы, очереди и т. д. Пешеходы моделируются как взаимодействующие агенты со сложным поведением. Поведение пешеходов задается блок-схемой.
- Rail Library (Железнодорожная библиотека) поддерживает моделирование, имитацию и визуализацию операций сортировочной станции любой сложности и масштаба. Модели сортировочной станции могут использовать комбинированные методы моделирования (дискретно-событийное и агентное моделирование), связанные с действиями при транспортировке: погрузками и разгрузками, распределением ресурсов, обслуживанием, различными бизнес-процессами.
- Fluid Library (Библиотека моделирования потоков) позволяет моделировать процессы хранения и транспортировки насыпных и жидких грузов или большого количества предметов, которые нет смысла моделировать как отдельные объекты. Библиотека была создана для того, чтобы облегчить создание моделей в таких отраслях как производство, горная промышленность, добыча нефти и газа.
- Road Traffic Library (Библиотека дорожного движения) позволяет моделировать движение потоков машин на дорогах. Каждая машина представляется в модели в виде агента, каждый из которых может иметь свои шаблоны поведения. Библиотека позволяет моделировать движение машин по дорогам с учётом ПДД, светофоров, парковок, пешеходных переходов, приоритетов проезда на перекрестках и движения общественного транспорта. Специальный инструмент измерения плотности трафика позволяет проанализировать загруженность дорожной сети.
- Material Handling Library (Библиотека производственных систем) упрощает моделирование промышленных процессов. С помощью неё можно создавать модели производственных и складских объектов и управлять материальными потоками на предприятии. Позволяет выявить узкие места процессов и возможные ошибки на производственных линиях.

Помимо стандартных библиотек пользователи могут создавать свои собственные и использовать их для создания моделей.

## AnyLogic Cloud
AnyLogic Cloud — веб-сервис, позволяющий хранить, запускать и делиться имитационными моделями, а также анализировать результаты экспериментов.
Используя ПО AnyLogic, разработчики могут загружать готовые модели в AnyLogic Cloud и настраивать панели управления для работы с моделями онлайн. Панель управления может иметь интерфейс для настройки входных параметров модели, а также отображать выходные данные в виде графиков и диаграмм. Пользователи могут задавать входные данные в окне управления экспериментом, запускать модель и анализировать полученную статистику.
Модели, загруженные в AnyLogic Cloud, можно запускать в веб-браузерах на компьютерах и мобильных устройствах. Сами модели при этом выполняются на стороне сервера. Многопрогонные эксперименты запускаются на нескольких вычислительных узлах. Результаты всех выполненных экспериментов сохраняются в базе данных, доступ к ним можно получить в любой момент. Модели можно запускать с интерактивной HTML5-анимацией и без неё.
Разработчик может сделать свою модель приватной или публично доступной в библиотеке моделей, которая включает работы других пользователей AnyLogic.